# Juan Antonio Lacomba
Juan Antonio Lacomba Avellán (Chella, 7 de abril de 1938-Málaga, 11 de febrero de 2017) fue un historiador español, especializado en el estudio de la Andalucía contemporánea.

## Biografía
Nacido en la localidad valenciana de Chella el 7 de abril de 1938, fue autor de obras como Introducción a la historia económica de la España contemporánea (1969), La I República. El trasfondo de una revolución fallida (1973), Cuatro textos políticos andaluces (1883-1933) (1979), Blas Infante. La forja de un ideal andaluz (1979), una biografía del político andalucista Blas Infante, Crecimiento y crisis de la economía malagueña (1987), Regionalismo y autonomía en la Andalucía contemporánea [1835-1936] (1988) o Teoría y praxis del andalucismo (1988), entre otras.
Falleció en Málaga el 11 de febrero de 2017.